# ザ・チェア 〜私は学科長〜
ザ・チェア 〜私は学科長〜（ザ・チェア 〜わたしはがっかちょう〜、The Chair）は、アメリカ合衆国のインターネットテレビ放送のコメディドラマシリーズ。2021年8月20日より、Netflixで配信。 ニューイングランドのように見える場所にある架空のペンブローク大学（Pembroke University）を舞台としている。

## あらすじ
ジユン・キム教授は、ペンブローク大学英文学科の新任学科長に就任する。 非白人で女性初の学科長となったジユンは、同僚の若い黒人の女性教員の終身在職権を確保し、片思いの友人、そして有名な同僚のビル・ドブソンとの関係を交渉し、意欲的な養子の娘を育てようとする。

## キャスト・登場人物

### メイン
ジユン・キム（Ji-Yoon Kim）
演 - サンドラ・オー（日本語吹替：沢海陽子）
新任のペンブローク大学英文学科長。
ビル・ドブソン（Bill Dobson）
演 - ジェイ・デュプラス（日本語吹替：咲野俊介）
キムの友人かつ同僚。妻と死別し、娘が大学に行くのに移住した後、混乱している。
エリオット・レンツ（Elliot Rentz）
演 - ボブ・バラバン（日本語吹替：小林操）
英文学科の上級教員。
ヤズ・マッケイ（Yaz McKay）
演 - ナナ・メンサ（日本語吹替：小若和郁那）
終身在職権を取得したい英文学科の若い教員。
ジュジュ（ジュヒ・キム）（Ju-Hee "Ju Ju" Kim）
演 - エバーリー・カルガニラ（日本語吹替：弘松芹香）
ジユンの養子の娘。
ポール・ラーソン（Paul Larson）
演 - デヴィッド・モース（日本語吹替：石住昭彦）
英文学科を監督するペンブローク大学の学部長。
ジョーン・ハンブリング（Joan Hambling）
演 - ホランド・テイラー（日本語吹替：唐沢潤）
英文学科の上級教員。

### リカーリング
ハビ（Habi）
演 - ジ・イ
ジユンの父親。
マクヘイル教授（Professor McHale）
演 - ロン・クロウフォード
英文学科の上級教員。
ダフナ・アイゼンシュタット（Dafna Eisenstadt）
演 - エラ・ルビン（日本語吹替︰佐伯美由紀）
英文学科の学生。
ライラ（Lila）
演 - マロリー・ロウ
ドブソンのティーチングアシスタント。
カプリ（Capri）
演 - ジョーダン・タイソン
ローリー（Laurie）
演 - マーシャ・デボニス
英文学科長のアシスタント。
IT部門技術者（IT Support technician）
演 - ボブ・スティーブンソン
ロニー（Ronny）
演 - クリフ・チェンバレン

### ゲスト
デイヴィッド・ドゥカヴニー（David Duchovny）
演 - デイヴィッド・ドゥカヴニー（本人）（日本語吹替：小杉十郎太）(第5話「最後のチャンス」にて)

## エピソード
| 通算 話数 | タイトル                                  | 監督                         | 脚本                                        | 公開日        |
| --- | ----------------------------------------- | ---------------------------- | ------------------------------------------- | ------------- |
| 1 | "見事な失敗（Brilliant Mistake）"         | ダニエル・グレイ・ロンギーノ | アマンダ・ピート アニー・ジュリア・ワイマン | 2021年8月20日 |
| 英文学科の教員会議で、ジユンは同僚たちに学生数が減少していることについて話す。学部長はジユンに、学生数が少ないために3人の教員を解雇する必要があると言う。ジユンはヤズに講義を、ヤズの終身在職権の審査委員長を務めるはずのエリオットと合同にするように指示する。合同授業では、エリオットはヤズを共同教授ではなくティーチングアシスタントのように扱う。ビルは娘が大学に行った後に酔ってしまい、授業に遅刻して現れ、死去した妻の上半身裸の映像を誤って学生に見せる。翌日、ビルは再び授業に遅刻して、ナチス式敬礼を使って不条理主義とファシズムを教える。学生たちがこのジェスチャーをスマートフォンで録画する。ジユンはジョアンのオフィスが地下室に移されたので、タイトル・ナイン（Title IX）レポートを提出することをジョンに伝える。ジョンは、タイトル・ナインの調査員と口頭で議論する。家でジユンの父は、ジユンが死にかけているような不穏な絵を描いたジュジュに精神科の治療を受けさせることをジュジュの担任が望んでいると話す。 |                                           |                              |                                             |               |
| 2 | "教職員のパーティー（The Faculty Party）" | ダニエル・グレイ・ロンギーノ | アマンダ・ピート リチャード・E・ロビンズ    | 2021年8月20日 |
| ビルに大学へ車で送迎した学生のダフナは、彼の自宅の玄関先にパイを置く。ジュジュは新しいベビーシッターを怖がらせ、ジユンは教職員のパーティーに参加するため父親のハビにジュジュの子守りを余儀なくされる。 ジユンはパーティーでスピーチをさせられ、ヤズが今年の特別講師になるという衝動的な発表をする。ジユンの父親は、ジュジュが行方不明であることを知らせるために電話をかける。ジュジュが町を歩いているのを見つけたとき、ジュジュはジユンは本当の母親ではなく、ハビは本当の祖父ではないと叫ぶ。学生たちがナチス式敬礼をしているビルの動画を視聴している間、ジユンとビルはジュジュとボウリングをする。ビルはジユンにキスをするが、ジユンはビルがそれ以上進むのを止める。ビルは翌日、ジユンに告白するために学科長室に行く。そして2人は、学科長室の窓の外にいる学生たちがビルに抗議しているのを見る。 |                                           |                              |                                             |               |
| 3 | "対話集会（The Town Hall）"               | ダニエル・グレイ・ロンギーノ | アマンダ・ピート アニー・ジュリア・ワイマン | 2021年8月20日 |
| 停職処分となったビルはナチス式敬礼に対する公式謝罪文を書くことを拒否する。代わりに、彼は学生たちと話し、反対意見を誇りに思っていると言った。彼は自分自身をナチス・ドイツから逃げた教授と比較し、学生たちは彼がしたことを誤解していると言う。謝罪を求められた後、他人の気持ちを謝罪し、生徒たちは彼を嘲笑し、抗議を続ける。ヤズとエリオットの合同授業でハーマン・メルヴィルについての議論で、学生の一人がメルヴィルが妻を殴打したのではないかということについて尋ねる。エリオットはその問題について話し合うことを拒否するが、ヤズは自分のセクションで話し合うと言う。ジョアンは、学生たちの授業評価アンケートを読み火をつけ、自分のオフィスを危うく火事にさせる。ジユンは、特別講師にデイヴィッド・ドゥカヴニーを招くと明かされ、彼女はすでにヤズを選んでいたと言う。ジユンは、大学が学生数を増やす特別講師を必要としているという課題について学部長と議論する。 |                                           |                              |                                             |               |
| 4 | "ビルのために（Don't Kill Bill）"         | ダニエル・グレイ・ロンギーノ | リチャード・E・ロビンズ                     | 2021年8月20日 |
| ジユンはビルに、停学処分を受けてキャンパスへの立入は禁止され、正式な謝罪を書かなければならないと話した。暴力騒動を起こして学校を休学しているジュジュのベビーシッターにビルを迎え、互いに謝罪の手紙を書くのを手伝いながら絆を深める。ジュジュは、ジユンの母親にちなんで名付けられたが、フルネームのジュヒよりもニックネームの方が好きだと言う。2人の学生がジユンに面会し、ヤズが終身在職権を与えられない可能性があることを懸念し、別の非白人の教授が終身在職権を拒否されたことに注意した。ジユンはヤズをエリオットに提唱し、エリオットはそれを後押しする。ヤズはメルビルとモビーディックについての活発な議論を主導し、エリオットは悲しげに部外者として見ていた。その夜、エリオットは悲しみを妻と共有し、彼が現在住んでいる世界と自分の老化した体に不快感を覚える。学部長は、ドゥカヴニーが残りの学期にビルの授業を引き継いで教鞭をとることをジユンに伝える。ジユンが押し返すと、学部長はジユンにビルの同僚ではなく、学科長として振る舞うべきだと思い出させる。ヤズはジユンのリーダーシップを批判し、ドゥカヴニーに教えさせてはならず、何十年も在職してきたエリオットに彼女よりも同情を表明してはならないと述べた。ジョアンはIT担当者と会い、誰が彼女への批判的な授業評価をオンラインで投稿しているかを把握する。ジョアンは図書館の外で自分に批判的な授業評価を投稿した学生に立ち向かう。 |                                           |                              |                                             |               |
| 5 | "最後のチャンス（The Last Bus in Town）"  | ダニエル・グレイ・ロンギーノ | ジェニファー・キム                          | 2021年8月20日 |
| ジユンはビルのナチス式敬礼について声明を出すように求められる。また、ビルと恋愛関係にあるかどうかを開示するように言われたが、そうではないと否定する。ビルは死別した妻の薬棚から薬を取り出す。ジュジュとハビと一緒にジュジュのいとこの誕生日パーティーに出席し、酔って、伝統的な韓国のトルチャンチを混乱させる。ハビと家族はビルを彼の自宅まで送迎する。そこでジュジュはビルの亡き妻のために死者の日を完了するのを手伝う。これはジュジュの生物学的メキシコの遺産を尊重する伝統だ。ジユンはデイヴィッドを訪ねに行き、彼女はすでに他の誰かに著名な講義を約束しており、彼の研究は時代遅れであると彼に話す。ヤズはエリオットに解雇候補者リストに載っているため、クラスが統合されたと語った。エリオット、ジョアン、ジョンは、ジユンがビルを保護しているのは彼に対する彼女の気持ちのためだけであり、学科全体の世話をしているわけではないと考えた。ヤズはジユンに、自分がイェール大学から転職のオファーをもらい、面接を受けていると語った。 |                                           |                              |                                             |               |
| 6 | "学科長（The Chair）"                     | ダニエル・グレイ・ロンギーノ | アンドレア・トロイヤー                      | 2021年8月20日 |
| ジョアン、ジョン、エリオットは、ジユンに対して学科長不信任決議を行うことになると学部長に語った。ビルの弁護士は、彼が和解してニューヨークに引っ越すようにアドバイスする。大学の弁護士はジユンにビルに反対しなければならないと言った。ダフナはビルの家に行き、彼女が書いた小説の草稿を読んでほしいと頼む。彼はジユンを批判する新聞記事を見て、彼女を訪ねる。彼は彼女に和解に同意するなら彼と一緒にパリに引っ越すように頼む。彼らはキスをし、彼女は彼を解雇する必要があると彼に言う。彼は彼女が彼を支持していないと非難し、彼女は彼の妻の死を悪い行動の言い訳として使ったと非難している。公聴会で、ジユンはラーソン学部長に、ビルを解雇しても学校の根底にある文化は変わらないと語った。彼女は自分が公平な当事者ではないことを認識しているため、パネルから身を引く。ビルは聴聞会を失い、大学から追い出された。部会で、エリオットは学科長不信任決議についてジユンに話す。過半数がジユンに不信任票を投じ、彼女はジョアンを後任の学科長に任命した。後で、ジョアンが椅子のオフィスに喜んで閉じ込められた。教授としての役割に戻ったジユンは、もっと幸せだ。ビルはジユンに和解の申し出を拒否し、金持ちよりも教師になりたいので、仕事を取り戻すために戦うと言う。その間、彼は目的を達成するためにジュジュのベビーシッターに申し出る。                                                              |                                           |                              |                                             |               |

## 製作
本作は、アマンダ・ピートとアニー・ジュリア・ワイマンが製作した。また、製作総指揮はピートをはじめ、主演のサンドラ・オーや デイヴィッド・ベニオフ、D・B・ワイス、バーニー・コールフィールド、ダニエル・グレイ・ロンギーノが務めた。
パイロットエピソードの脚本はピートとワイマンが執筆した。作中に登場するペンブローク大学の外観は、 ペンシルベニア州ワシントンにあるワシントン・アンド・ジェファーソン・カレッジならびに同州ピッツバーグシェイディサイド地区にあるチャタム大学で撮影が行われ、ペンブローク町内の場面はシェイディサイド地区の近くで撮影された